# Gina Stechert

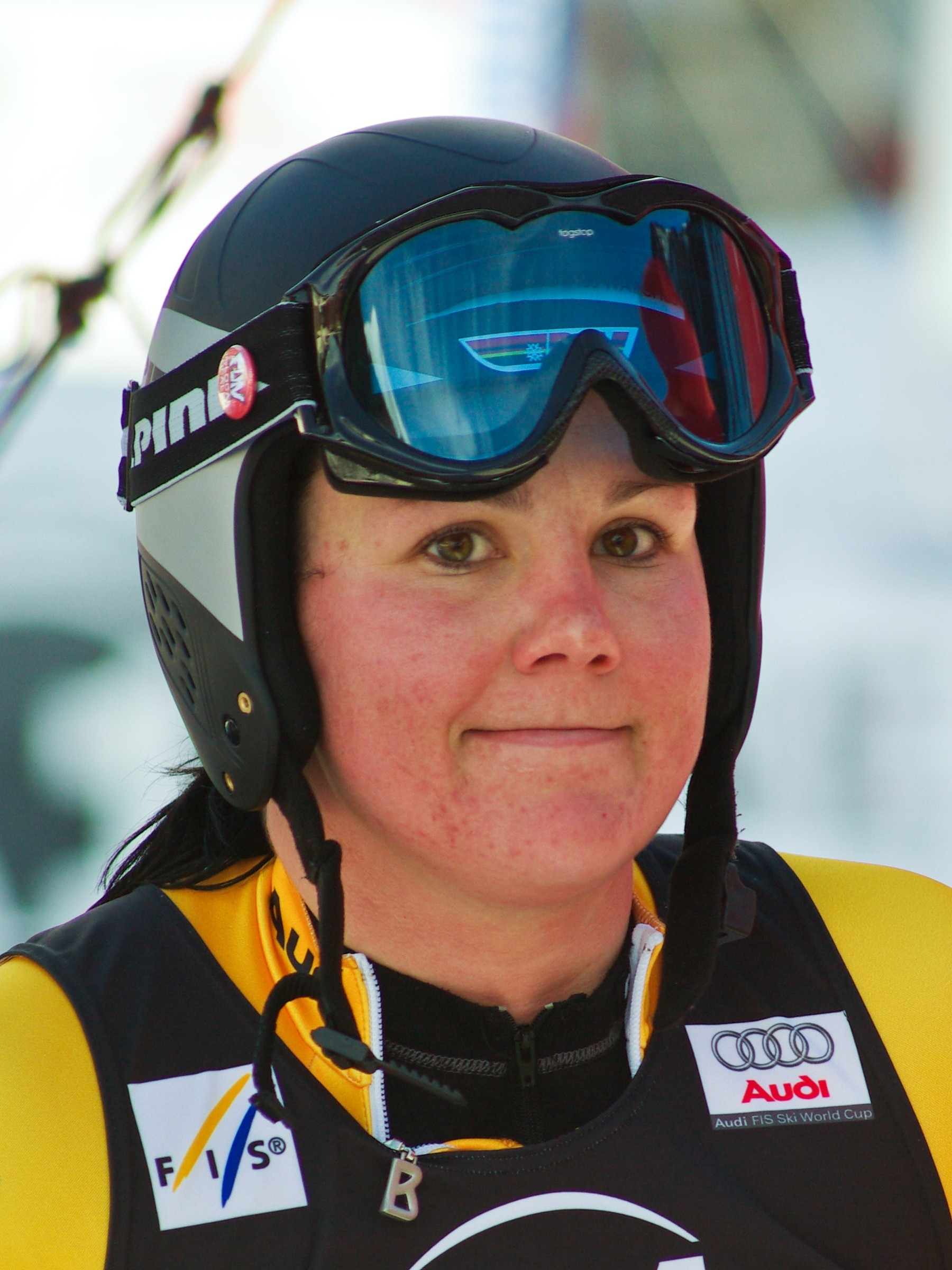
Gina Stechert (2009).

Gina Stechert nació el 20 de noviembre de 1987 en Oberstdorf (Alemania), es una esquiadora que tiene una victoria en la Copa del Mundo de Esquí Alpino (con un total de un pódium).

## Resultados

### Juegos Olímpicos de Invierno
- 2010 en Vancouver, Canadá
  - Descenso: 10.ª
  - Super Gigante: 15.ª

### Campeonatos Mundiales
- 2007 en Åre, Suecia
  - Super Gigante: 22.ª
- 2009 en Val d'Isère, Francia
  - Combinada: 12.ª
  - Descenso: 26.ª

### Copa del Mundo

#### Clasificación General Copa del Mundo
- 2005-2006: 106.ª
- 2006-2007: 65.ª
- 2007-2008: 43.ª
- 2008-2009: 38.ª
- 2009-2010: 42.ª
- 2010-2011: 60.ª

#### Victorias en la Copa del Mundo (1)

##### Descenso (1)
| Fecha                 | Lugar    |
| --------------------- | -------- |
| 21 de febrero de 2009 | Tarvisio |